# H-infinito
H∞ (ovvero H-infinito) è un metodo usato in teoria dei controlli per sintetizzare controllori in modo da ottenere stabilità e prestazioni garantite.
Per usare un metodo H∞, un progettista controllore esprime il problema di controllo come un problema di ottimizzazione matematica e conseguentemente disegna il controllore che risolve questa ottimizzazione. Le tecniche H∞ hanno il vantaggio, rispetto alle tecniche di controllo classiche, di essere facilmente applicabili a problemi di sistemi multi-variabili con accoppiamenti tra i canali; tra gli svantaggi delle tecniche H∞ c'è l'alto livello di comprensione matematica necessaria per applicarli con successo e la necessità di un buon modello per il sistema da controllare. È importante ricordare che il controllore risultante è ottimale solo rispetto alla funzione costo prescelta e non necessariamente rappresenta il miglior controllore in termini di misure di prestazioni normalmente usate per valutare i controllori quali il transitorio, sovraelongazione, ecc. C'è anche da aggiungere che vincoli non lineari come la saturazione non sono generalmente sopportati bene da tali metodi.
Questi metodi furono introdotti nella teoria dei controlli tra la fine degli anni settanta e i primi ottanta da George Zames (sensitivity minimization)

, J. William Helton (broadband matching)

e Allen Tannenbaum (gain margin optimization)

.
La terminologia controllo H∞ deriva dal nome dello spazio matematico in cui l'ottimizzazione ha luogo: H∞ è lo spazio di Hardy di funzioni matriciali analitiche e limitate nel semispazio destro del piano complesso definito da Re(s) > 0; la norma H∞ è il massimo valore singolo della funzione in questo spazio.

## Formulazione matematica
Per prima cosa il problema va rappresentato con la configurazione standard, nota come generalized plant:
Il blocco P ha quindi due ingressi: w, che include sia i disturbi sia il riferimento, e le variabili u. Le due uscite, z che contiene gli errori da minimizzare e le variabili misurate v, utilizzate per controllare il sistema. Il controllore K calcola quindi il valore delle variabili  u. necessarie a minimizzare l'errore e seguire il riferimento.  Tutti questi segnali possono essere sia scalari sia vettori, di conseguenza K e P possono essere matrici.
La formulazione matematica è quindi la seguente:
{\displaystyle {\begin{bmatrix}z\\v\end{bmatrix}}=\mathbf {P} (s)\,{\begin{bmatrix}w\\u\end{bmatrix}}={\begin{bmatrix}P_{11}(s)&P_{12}(s)\\P_{21}(s)&P_{22}(s)\end{bmatrix}}\,{\begin{bmatrix}w\\u\end{bmatrix}}}
{\displaystyle u=\mathbf {K} (s)\,v}
Si può quindi esprimere la dipendenza di z rispetto a w come:
{\displaystyle z=F_{\ell }(\mathbf {P} ,\mathbf {K} )\,w}
{\displaystyle F_{\ell }(\mathbf {P} ,\mathbf {K} )=P_{11}+P_{12}\,\mathbf {K} \,(I-P_{22}\,\mathbf {K} )^{-1}\,P_{21}}
L'obiettivo della sintesi {\displaystyle {\mathcal {H}}_{\infty }} del controllore è quindi quello di individuare {\displaystyle \mathbf {K} } tale che {\displaystyle F_{\ell }(\mathbf {P} ,\mathbf {K} )} è minimo secondo la norma {\displaystyle {\mathcal {H}}_{\infty }}. La stessa definizione si applica alla sintesi di controllori {\displaystyle {\mathcal {H}}_{2}}.